# Melissa Damilia

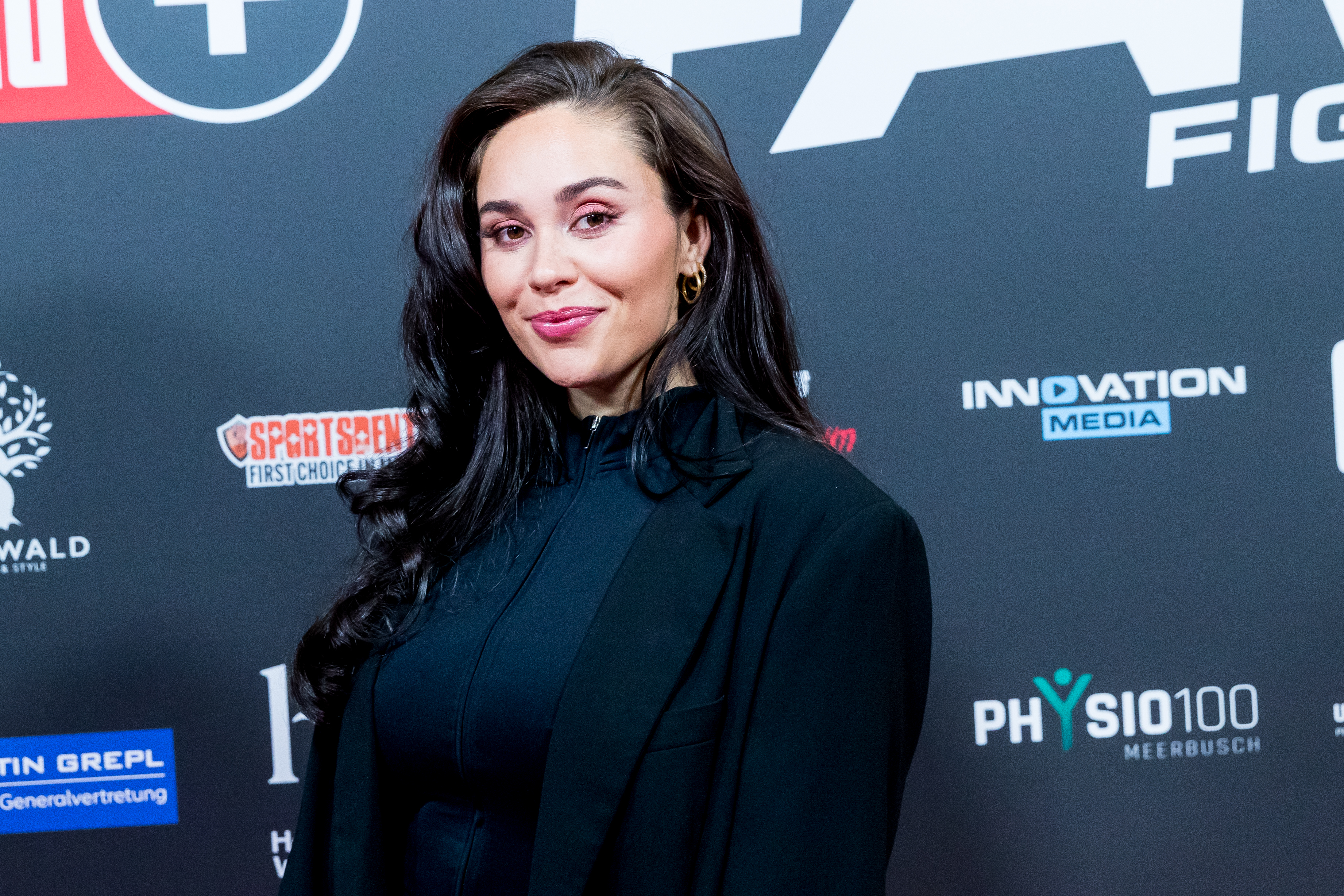
Melissa Damilia beim Fame Fighting 2024

Melissa Damilia (* 7. Oktober 1995 in Herrenberg, Baden-Württemberg; bürgerlich Melissa Dahm) ist eine deutsche Reality-TV-Teilnehmerin.

## Leben
Damilia zog mit 17 Jahren bei ihrer Mutter und dem Stiefvater aus. Die ausgebildete Visagistin und Drogistin lebt in Stuttgart.
Bekannt wurde Damilia durch ihre Teilnahme an der dritten Staffel der Dating-Reality-Show Love Island im Jahr 2019.
2020 nahm Damilia an der Sendung Kampf der Realitystars – Schiffbruch am Traumstrand teil. Während dieser Zeit wurde bekannt, dass Damilia noch im selben Jahr die neue Bachelorette in der siebten Staffel der gleichnamigen RTL-Dating-Show sein wird. Die Show lief vom 14. Oktober bis 9. Dezember 2020. 2021 moderierte sie zusammen mit Jimi Blue Ochsenknecht bei RTL II im Anschluss an Love Island die Sendung Love Island – Aftersun: Der Talk danach.

## Auftritte

### Reality-TV-Shows
- 2019: Love Island (RTL II)
- 2020: Kampf der Realitystars – Schiffbruch am Traumstrand (RTL II)
- 2020: Die Bachelorette (RTL)
- 2021: Love Island – Aftersun: Der Talk danach (Moderation)
- 2022: Prominent und Pflegekraft (RTL II)
- 2022: Skate Fever – Stars auf Rollschuhen (RTL II) (Gewinnerin)
- 2023: Bachelor in Paradise[8] (RTL+)
- 2024: Love Island VIP (RTL II)

### Weitere
- Santa Monica (Musikvideo von Momo Chahine)[9]